# 哀平皇后
哀平皇后（あいへいこうごう、? - 386年）は、五胡十六国時代前秦の第4代君主苻丕の皇后である。姓は楊氏。仇池出身の氐人である。前秦の征東将軍・左司馬楊膺の妹である。

## 生涯
苻丕が長楽公だった時代に妃に立てられた。
385年8月、苻丕が皇帝に即位すると、楊氏は皇后に立てられた。
386年10月、苻丕は平陽へ拠点を移したが、西燕の君主の慕容永に敗北を喫し、城を出て敗走するも東晋の揚威将軍馮該に攻撃されて戦死した。楊氏は百官と共に西燕に捕らえられた。
同月、慕容永が長子において皇帝に即位すると、楊氏を上夫人に立てた。だが、楊氏はこれを拒絶し、剣を引き抜いて慕容永を刺そうとしたが及ばず、慕容永に誅殺された。
やがて苻登が皇帝に即位すると、楊氏を哀平皇后と追諡した。